# 舍姆·克拉克
舍姆·克拉克（英語：Sherm Clark，1899年11月16日—1980年11月8日），美国男子赛艇运动员。他曾代表美国参加1920年夏季奥林匹克运动会赛艇比赛，获得男子八人单桨有舵手金牌和男子四人单桨有舵手银牌。